# Machaerota esakii
Machaerota esakii är en insektsart som beskrevs av Kato 1939. Machaerota esakii ingår i släktet Machaerota och familjen Machaerotidae. Inga underarter finns listade i Catalogue of Life.